# 아라키드산
아라키드산(영어: arachidic acid) 또는 에이코산산(영어: eicosanoic acid) 또는 이코산산(영어: icosanoic acid)은 20개의 탄소로 구성된 포화 지방산이다. 아라키드산은 쿠푸아수 버터(7%), 들기름(0~1%), 땅콩기름(1.1~1.7%), 옥수수기름(3%), 코코아 버터(1%).의 미량 성분이다. 또한 두리안의 일종인 Durio graveolens의 열매 지방의 7.08%를 차지한다.
아라키드산의 이름은 라틴어 "arachis"(땅콩을 의미함)에서 유래되었다. 아라키드산은 아라키돈산의 수소화에 의해 형성될 수 있다.
아라키드산이 환원되면 아라키딜 알코올을 생성한다.
아라키드산은 세제, 사진 재료 및 윤활제의 제조에 사용된다.